# Șeica Mare
Șeica Mare (in dialetto sassone Marktšielken, in latino Selk maior, in ungherese Nagyselyk, in tedesco Marktschelken o Grosschelken) è un comune della Romania di 4914 abitanti, ubicato nel distretto di Sibiu, nella regione storica della Transilvania. 
Il comune è formato dall'unione di 6 villaggi: Boarta, Buia, Mighindoala, Petiș, Șeica Mare, Ștenea.
Di un certo interesse è il Tempio evangelico, risalente al XIII secolo.